# Jôkokuite
La jôkokuite ou jokokuite est une espèce minérale, un composé ionique des cations manganèse Mn2+ et d'anions sulfate, soit le sulfate de manganèse(II) pentahydraté de formule chimique MnSO4·5 H2O. De couleur rose, mais aussi parfois quasi-incolore en fine lamelle ou couche, ce minéral de la famille sulfate de manganèse(II) est un minéral évaporitique rare et secondaire d'altération typique des milieux miniers oxydés et arides manganifères, il serait à l'origine formé à partir des sulfures de manganèse, comme l'alabandite, la hauérite, voire la niningérite ou la manganoshadlunite, exposés à l'oxygène de l'air dans les mines à température tiède et constante voisine de 25 °C.

## Topotype
Le gisement topotype est localisé dans la mine de Johkoku écrit aussi Jôkoku ou Jokoku, à Kaminokuni, dans la sous-préfecture de Hiyama, péninsule d'Oshima, île de Hokkaidō au Japon. Les échantillons du topotype ont été collectés récemment en 1978

## Caractéristiques physico-chimiques
La jokokuite, minéral fragile et tendre, est soluble dans l'eau froide, en milieu chaud et aride, mais elle se dessèche aussi facilement à l'air sec en ilésite manganifère, se dispersant sous forme poudreuse. Cette poudre facilement dispersée par érosion éolienne est également soluble dans l'eau, dès qu'elle est transportée par les rares flux diluviens qui surviennent. Le minéral, probablement trop rare, n'a jamais été observé à l'état cristal dans les évaporites.

### Composition chimique
La jôkokuite, de formule MnSO4 · 5H2O, a une masse moléculaire de 241,08 u. Elle est donc composée des éléments suivants :
Cette composition place ce minéral :
- selon la classification de Strunz : dans la classe des sulfates (VII) hydratés, sans anions additionnels (7.C), avec seulement des cations de taille moyenne (7.CB) ;
- selon la classification de Dana : dans la classe des sulfates acides hydratés (classe 29) de forme A XO4 · x(H2O) (sous-groupe 29.6), précisément 29.6.7.4.

### Cristallochimie
Elle fait partie du groupe de la chalcantite, groupe de sulfates pentahydratés, identiques par leur composition à l'exception de l'ion métallique central :
- chalcantite : sulfate de cuivre pentahydraté [CuSO4 · 5 H2O] ;
- jôkokuite : sulfate de manganèse pentahydraté [MnSO4 · 5 H2O] ;
- sidérotile : sulfate de fer pentahydraté [FeSO4 · 5 H2O] ;
- pentahydrite : sulfate de magnésium pentahydraté [MgSO4 · 5 H2O].

### Cristallographie

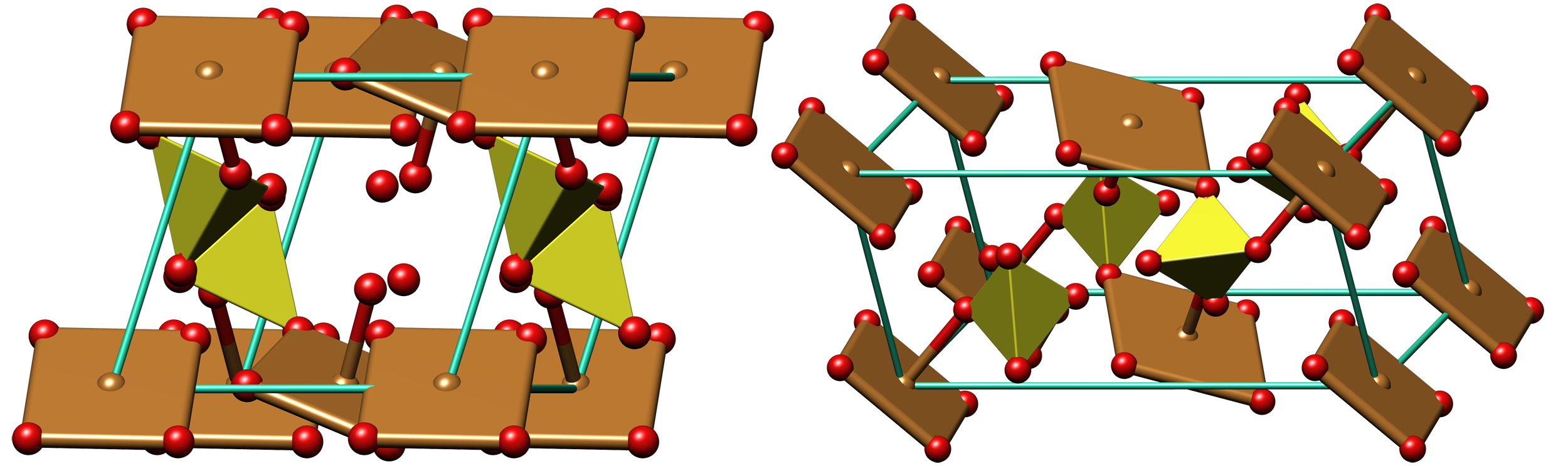
Jôkokuite de même structure-type que la chalcantite

Le système cristallin est triclinique, de classe pinacoïdale.
Les paramètres de la maille conventionnelle sont : {\displaystyle a} = 6,37 Å, {\displaystyle b} = 10,77 Å, {\displaystyle c} = 6,13 Å ; α = 98,77°, β = 109,95°, γ = 75,03°, Z = 2 ; V = 381,88 Å3.
La masse volumique calculée est entre 2,08 g·cm-3 et 2,09 g·cm-3, ce qui est sensiblement supérieur à celle mesurée à 2,03.

### Critères de détermination
Le test de flamme est vert-jaune.

## Gîtes et gisements

### Gîtologie et minéraux associés
On la trouve à l'origine dans les zones les plus oxydées des dépôts de sulfure de manganèse, généralement à la suite d'une exploitation minière abandonnée à l'oxydation lente de l'air. Elle a tendance à se dissoudre dans les zones d'oxydation minière de sulfure de cuivre et à se recristalliser comme croûte fine à la surface des parois. L'exposition à la vapeur d'eau favorise cette dissolution et ensuite sa lixiviation dans les eaux de percolation.
Notez que quelques (anciennes) zones minières polymétalliques, la jokokuite, parfois visible en efflorescence sur les parois des puits ou en stalactites dans les couloirs, est un minéral de dégradation, minerai non exploitable car très rare.
Minéraux associés, en particulier dans la mine de Jokoku : gypse, szmikite, ilésite, rozénite, sidérotile, ferrohexahydrite, mallardite, mélantérite, goslarite.

### Occurrences
- Australie

Mine Womobi, Thologolong, Victoria
- Tchéquie

Chvaletice, région de Pardubice
- Japon

mine Jokoku
mine Inakuraïshi, Furubira, péninsule de Shakotan
- Roumanie

mine de la Montagne Roşia, Alba
- Suisse

mine de Grimentz, val d'Anniviers, Valais

## Utilisations
Il s'agit d'un sel de la famille sulfate de manganèse(II).